# 에린 브레이디
에린 브래디(영어: Erin Brady, 1987년 11월 5일 ~ )는 미국의 텔레비전 사회자, 모델이다. 2013년 미스 USA 우승자이며 미스 유니버스 2013에서 미국 대표로 참가했다.